# Rhysida anodonta
Rhysida anodonta är en mångfotingart som beskrevs av Lawrence 1968. Rhysida anodonta ingår i släktet Rhysida och familjen Scolopendridae.
Artens utbredningsområde är Moçambique. Inga underarter finns listade i Catalogue of Life.